# عنصر تحكم ويب

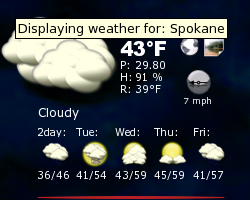

عنصر تحكم الويب (بالإنجليزية: Web widget)‏ هي عبارة عن كتلة متنقلة من التعليمات البرمجية التي يمكن تثبيتها وتنفيذها من خلال لغه رقم النص الفائق(HTHL)مستقلة
مقرها صفحة على شبكة الإنترنت عن طريق وضع حد للمستخدم دون الحاجة إلى تجميع إضافي.
فهي مستمدة من فكرة إعادة استخدام التعليمات البرمجية. ومن المصطلحات الأخرى المستخدمة لوصف الحاجيات على شبكة الإنترنت ما يلي :
الأداة(gadget)، الشارة(badge)، الوحدة(module)،الكبسولة(capsule)، قصاصه(snippet)، رقاقه مصغره(mini and flake).
قطع الويب عادة ولكن ليس دائما تستخدم لغه رقم النص الفائق المتحركه(DHTML)أو جافا سكريبت أوأدوبي فلاش
القطع غالبا ما تتخذ شكل أدوات على الشاشة (الساعات، ووسيله لعرض المزاد ومؤشرات سوق الأوراق المالية، ومعلومات وصول الرحلة، والطقس اليومي.. الخ).

## القطع
والقطعة هي أي شيء يمكن أن يكون جزءا لا يتجزأ ضمن صفحة من لغه رقم النص الفائق(HTHL) مثل: صفحة على شبكة الإنترنت.
والقطعة تضيف إلى محتوى الصفحة التي ليست ساكنة. عموما القطع التي نشأت من قبل أطراف ثالثة، على الرغم من أنها يمكن أن تكون صنعت محليا.
قطع إمبدبل لرمز كانت موجودة منذ وقت مبكر من التنمية للشبكه العالمية. مطوري الويب يسعون منذ وقت طويل
واستخدام طرف قطع البرمجية ثالثه في صفحاتها. في وقت مبكر من القطع على شبكة الإنترنت كانت تقدم وظائف مثل عدادات وصله لافتات الإعلان.
القطع يمكن ان ينظر إليها بوصفها التطبيقات القابلة للتنزيل والتي تبدو وتتصرف مثل تطبيقات التقليدية، ولكن يتم تنفيذها باستخدام
تكنولوجيا الويب وجافا سكريبت ،لغه رقم النص الفائق وصفحات الطرز المتراصة(css).
الحاجيات تعتمد على استخدام واجهات برمجة التطبيقات على الإنترنت تتعرض إما بواسطة المتصفح أو بواسطة محرك القطعة مثل Widsets، Akami، WebWag أو Plusmo.

## الاستخدام والنقد
تطبيقات يمكن توحيدها داخل موقع على شبكة الإنترنت عن طريق طرف ثالث في وضع قصاصة صغيرة من التعليمات البرمجية. رمز يجمع في 'يعيش' المحتوى—الإعلانات، والروابط والصور—من موقع طرف ثالث دون أن يكون صاحب الموقع في حاجة إلى تحديث أو السيطرة عليها.
يمكن للمستخدمين النهائيين الاستفادة من القطع لتعزيز عدد من المضيفين على شبكة الإنترنت، أو أهداف قطرة. انخفاض فئات من الأهداف تشمل الشبكات الاجتماعية، مدونة ،الويكي والصفحات الشخصية.
على الرغم من المستخدمين النهائيين يستخدمون القطع في المقام الأول لتعزيز خبراتهم الشخصية على شبكة الإنترنت، أو تجارب الزوار على شبكة الإنترنت في مواقعهم الشخصية،
ويمكن للشركات استخدام القطع لتحسين مواقعها على شبكة الإنترنت باستخدام الوظائف التزامنيه من مزودي الطرف الثالث.استخدام القطع
اقترح بشكل متزايد في مثلا قناة التسويق التي يمكن أن تحل محل أقل إعلانات موجّهة فعّآلة والاستفادة من التوزيع الفيروسية في الشبكات الاجتماعية.
هذا الاستخدام انتقد بأنه غير فعال على أساس أن المستعملين من الفضاء الاجتماعي ليست أساسا في عقلية تقبلا لمعرض المعلومات ولكن واحدة من إنشاء المحتوى.

### الاعتبارات الأمنية
مثل أي رمز البرنامج، يمكن استخدام القطع لأغراض خبيثة. مثال واحد هو فيسبوك قطعة "Secret Crush" التي وردت في أوائل عام 2008 من قبل
Fortinet كما جذب المستخدمين لتثبيت Zango adware.

### نظم إدارة القطعة
نظم إدارة القطعة يقدم طريقة لإدارة القطع التي تعمل على أي صفحة ويب، مثل المدونة أو صفحات الشبكات الاجتماعيه. العديد من نظم المدونة
تأتي مبنيهفي نظم إدارة القطعة والمكونات الإضافية. يمكن للمستخدمين الحصول على القطع وغيرها من أدوات إدارة القطعة من شركات مختلفة.

### قطعه الويب للمحمول
أي قطعة ويب للمحمول التي يتم إجراؤها على شبكة الإنترنت أو للحصول على تصميم جهاز نقال.